# Liste des commanderies templières dans le Lothian
Pour un article plus général, voir Templiers en Écosse.
Cette liste recense les commanderies et maisons de l'Ordre du Temple qui ont existé dans le Lothian, région traditionnelle qui inclut les Councils de l'East Lothian, du Midlothian et du West Lothian en Écosse.

## Faits marquants et Histoire
Brian de Jay qui fut l'avant dernier maître de la province d'Angleterre s'est illustré de façon peu glorieuse alors qu'il n'était encore que maître de la baillie d'Écosse. Une affaire de spoliation l'opposa dans les années 1290/1300 à la famille du seigneur d'Halkeston. La dame d'Esperton, sa veuve, devait récupérer les biens mis en garantie par son époux si elle lui survivait mais les templiers refusèrent et l'expulsèrent... Elle eut un doigt coupé à cette occasion, porta l'affaire devant le roi, eut gain de cause mais ne récupéra pas son bien car la guerre avait repris entre l'Angleterre et l'Écosse. En 1298, son fils Richard d'Esperton vint à la rencontre de Brian de Jay qui venait de faire halte avec un détachement d'archers à Balantrodoch. Ce dernier lui demanda de les guider vers Falkirk et le fit assassiner. 
Parmi les cent quarante quatre templiers des îles Britanniques qui furent interrogés au cours du procès de l'ordre du Temple, seuls deux le furent en Écosse.

## Commanderies
| Commanderie / Maison | Ville actuelle (à ou près de)                                                               | Observations                                                                           |
| -------------------- | ------------------------------------------------------------------------------------------- | -------------------------------------------------------------------------------------- |
| Balantrodoch         | Temple (en)                                                                                 | Don des terres par le roi David Ier d'Écosse à Hugues de Payns, . Commanderie dès 1160 |
| Édimbourg            | Édimbourg                                                                                   | Dépendait de Balantrodoch                                                              |
| East Fenton          | Communauté rurale de Fenton Barns, Fenton-Est et Fenton-Ouest (en), proche de North Berwick | Maison,                                                                                |
| Gullane              | Gullane                                                                                     | Maison                                                                                 |
| Kirkliston           | Kirkliston (en)                                                                             | Maison                                                                                 |
| Terres de Peffer     | Peffer Sands ?, Scoughall (en)                                                              | Dépendait de Balantrodoch,                                                             |
| Swanston             | Swanston (en)                                                                               | Maison                                                                                 |

| Édimbourg Kirkliston Swanston Midlothian |

| Balantrodoch Édimbourg East Lothian |

| · Fenton · East Gullane Peffer Scottish Borders |

### Possessions douteuses ou à vérifier
- Les terres de « Dreme », cédées à Alexander Haliburton du temps de David II d'Écosse et qui correspondraient à l'ancienne baronnie de Drem détenue par Lord Binning en 1614 (Uphall, au nord de Livingston)[8],[9]. Il s'agirait d'une fraction des terres de l'ancienne commanderie hospitalière de Torpichen (en)[N 3] dont une partie proviendrait des templiers.
- Les terres de « Templestoun » et de « Sheills » (Templeton Wood ?, 57° 00′ 42″ N, 2° 32′ 47″ O). Cession de ces terres par le maître de l'hôpital (hospitaliers) Rodolph Lindsay à Sir Reginald More du temps de Robert Ier d'Écosse[8].